# Nachtzusters
Nachtzusters was een Nederlands live radioprogramma van de VPRO waarin de twee typetjes Kaat en Anna Schalkens een Bekende Nederlander uitnodigden.

## Concept
Kaat Schalkens (gespeeld door Ottolien Boeschoten) en Anna Schalkens (gespeeld door Jet van Boxtel) zijn twee boerendochters en elkaars zussen. De naam "Nachtzusters" heeft niets met verpleegsters te maken maar met zussen. Met de ontwapenende humor en komische uitvergroting van het leven op een boerderij werd een radioshow gemaakt, waarin de gast zich soms van een andere kant liet zien.
Een vast onderdeel waren de reporters Tinka van Hulzen of Nora Romanesco, (later redactie/regie) die op een andere plaats reacties van mensen vroegen naar aanleiding van wat er in het radioprogramma besproken werd. Regelmatig was ook het typetje "kapper Eddie" onderdeel van de show. De vaste tekstschrijver van het radioprogramma was Tom Sijtsma, die onder andere het onderdeel "Het lammetje Cato" schreef, dat aan het eind samen met de gast werd uitgevoerd.
Het programma werd van 1995 tot 2000 in de nacht van vrijdag op zaterdag uitgezonden van 12 tot 1 uur 's nachts. Na het stoppen van het radioprogramma traden de Nachtzusters nog weleens op, bijvoorbeeld in een radioprogramma op Radio 747. Ook was er een theatervoorstelling van de Nachtzusters en traden de Nachtzusters op bij de gemeenteraadsverkiezingen van 2002 en 2006.
Vóór 1990 waren de typetjes Kaat en Anna Schalkens ook al te horen in het satirische radioprogramma Borát.
In 2007 kwamen de Nachtzusters op de internettelevisiezender Interned1 terug met een reeks televisieprogramma's.